# Cataratas Pissing Mare

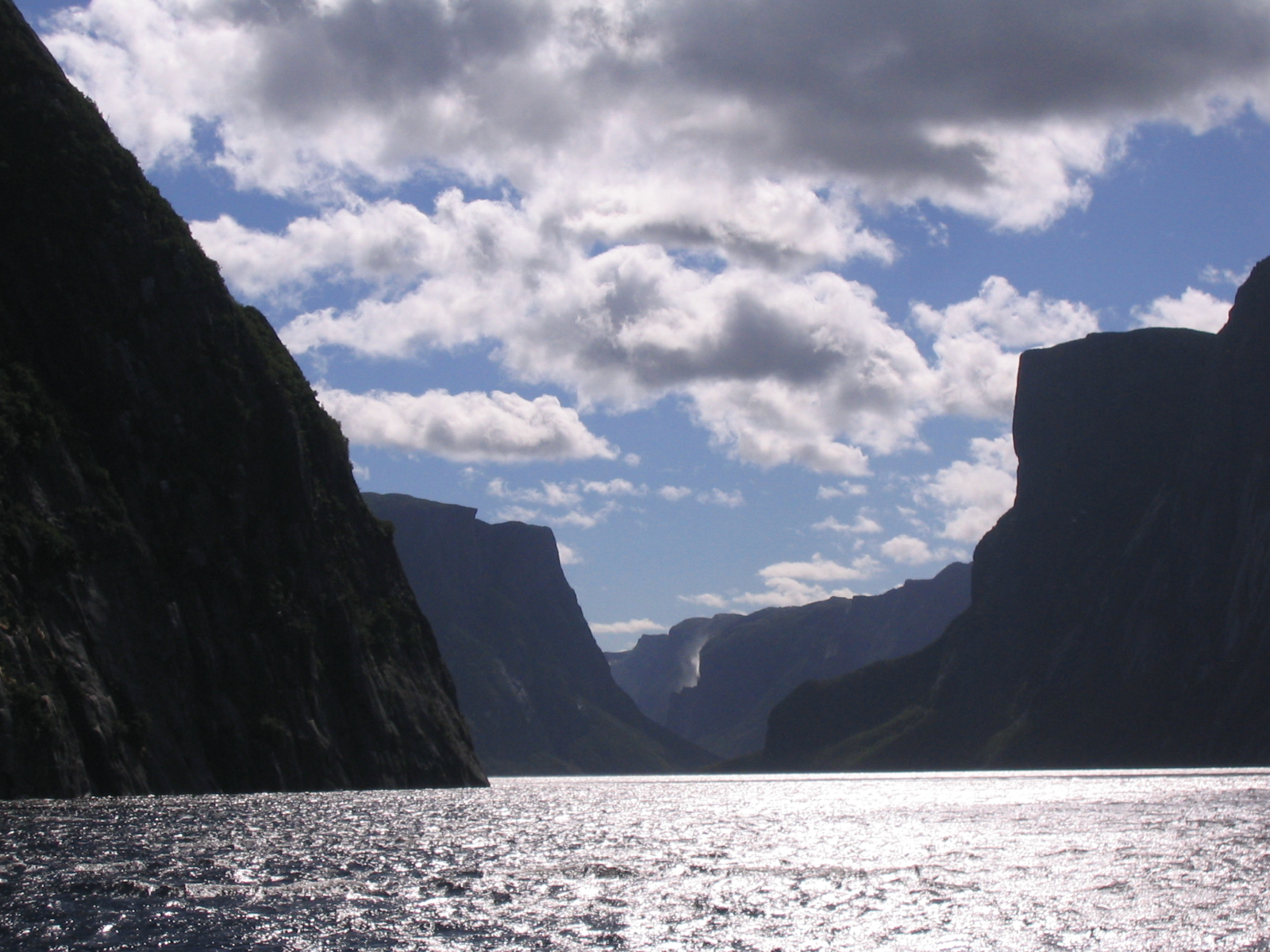
Estanque Western Brook y al fondo, entre brumas. la catarata, en el centro de la fotografía

La catarata Pissing Mare (del inglés: 'Pissing Mare Falls') en una gran salto de agua de Canadá que se encuentran en el Parque Nacional Gros Morne, en la isla de Terranova. La catarata, de 350 metros de alto, está entre las más altas del este de América del Norte y cae desde Big Level (el nivel  más alto) al fiordo Western Brook Pond, en la zona conocida como la poza o estanque Western Brook.
El nombre significa, literalmente, la «catarata orinando en la poza», y viene de 'Piss', derivado del francés 'pissier', que significa, «orinar», y de 'Mare', el equivalente  en francés del inglés 'Pond', charca, poza o embalse.